# تشارلز ريتشاردسون (سياسي)
تشارلز ريتشاردسون هو سياسي كندي، ولد في 6 مارس 1805، وتوفي في 11 مارس 1848.